# Prosper van der Renne de Daelenbroeck

Wapen van der Renne de Daelenbroeck

Prosper Marie François van de Renne de Daelenbroeck (Brussel, 26 maart 1802 - 29 maart 1842) was een Zuid-Nederlands edelman.

## Geschiedenis
- Een genealogie door Oscar de T'Serclaes deed de stamboom van de familie van der Renne opklimmen tot in de vijftiende eeuw.
- In 1782 verleende keizer Jozef II de titel ridder, overdraagbaar op alle afstammelingen aan de broers Henri en François van der Renne.

## Levensloop
- Prosper van der Renne de Daelenbroeck was een kleinzoon van Henri van der Renne (zie hierboven) en een zoon van ridder Jean van der Renne en van Anne-Marie Roelants. Hij werd adjunct-directeur van de schatkist voor de provincie Brabant en trouwde in 1834 in Roermond met Rosalie Michiels van Verduynen (1805-1885). Kort voor de afscheiding van België werd hij erkend in de erfelijke adel onder het Verenigd Koninkrijk der Nederlanden, met de titel ridder, overdraagbaar op alle mannelijke afstammelingen.
  - Amédée van der Renne de Daelenbroeck (1835-1904), enige zoon van bovengemelden, trouwde in 1872 met de Brugse barones Alice le Bailly de Tilleghem (1848-1908). Hun enige zoon, Leon van der Renne (1874-1893), bleef ongehuwd.
    - Marie-Rosalie van der Renne (1873-1964) trouwde in 1901 in Brugge met baron Charles Gillès de Pelichy, met talrijke afstamming.
    - Cécile van der Renne (1878-1949) trouwde in 1902 in Brugge met Stanislas van Outryve d'Ydewalle, met talrijke afstamming.

De adellijke familie van der Renne de Daelenbroeck is in mannelijke lijn uitgedoofd in 1904 bij de dood van ridder Amédée, terwijl ze volledig is uitgedoofd in 1964 bij het overlijden van de laatste naamdraagster, Marie-Rosalie.